# Korth

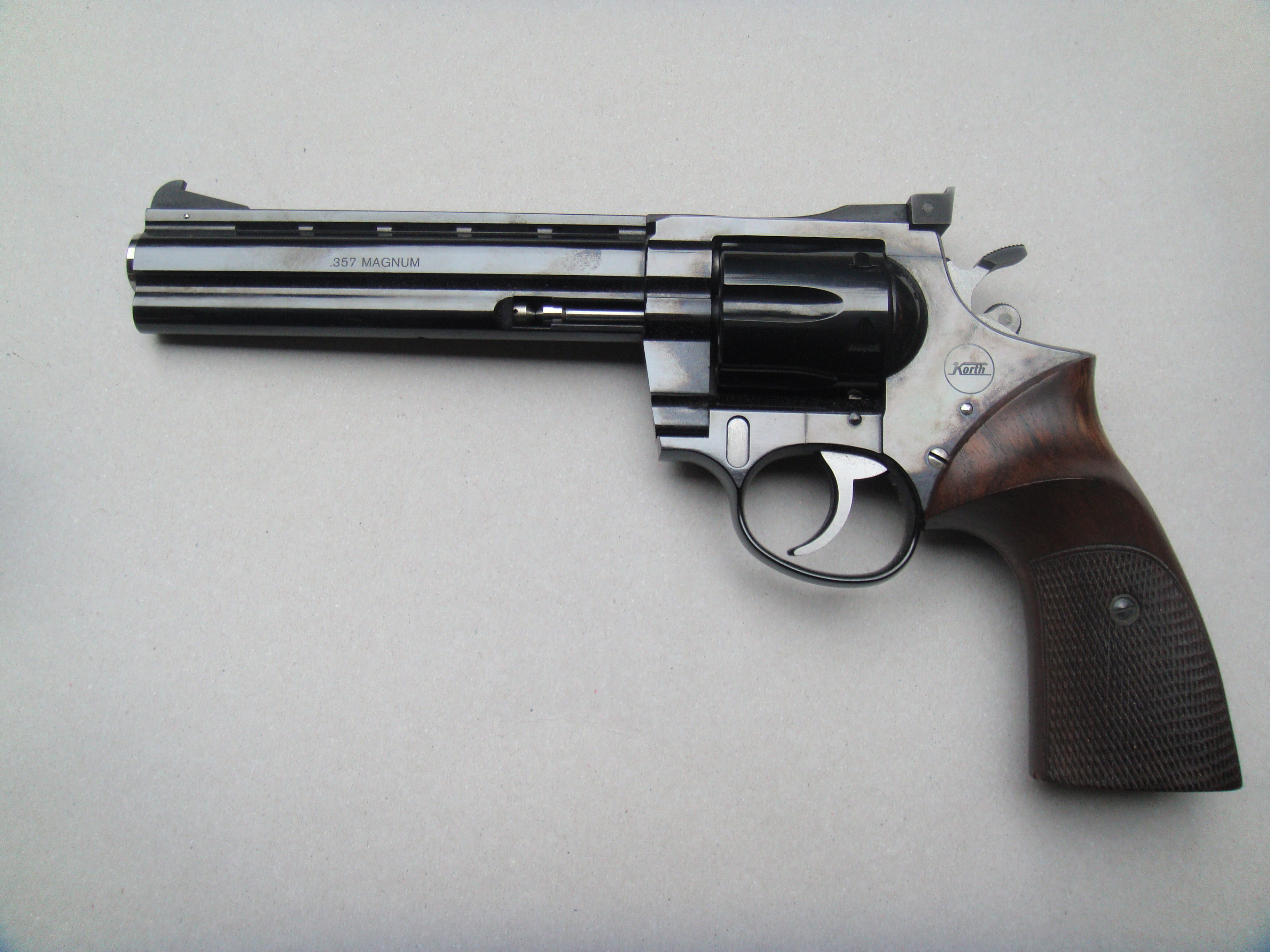
Korth 357 Magnum

Korth Waffen ist eine deutsche Manufaktur für Faustfeuerwaffen mit Sitz in Lollar. Das Unternehmen wurde 1954 von Willi Korth, der während des Zweiten Weltkrieges Angestellter des Unternehmens Mauser war, gegründet. Sie ist inzwischen Teil der PTW KORTH Technologies GmbH geworden.

## Geschichte
Zunächst wurde die Produktion mit Gasrevolvern aufgenommen, später dann mit der Herstellung scharfer Waffen begonnen. 1982 zog sich Willi Korth aus der Leitung der Firma zurück und verkaufte sie. Er blieb dem Unternehmen aber noch kurze Zeit als Fertigungsleiter treu. 1999 musste die Firma, die sich zu dem Zeitpunkt im Besitz der Firma Bernstorff befand, Konkurs anmelden. Das Unternehmen mit damals rund 30 Mitarbeitern wurde infolge dieses Konkurses zerschlagen. Seit April 2000 ist Korth im Besitz der Armurerie Freylinger & Cie. Luxemburg, und expandierte im Jahr 2001 auf dem amerikanischen Markt durch die Gründung einer Niederlassung in den USA.
Laut Bekanntmachung durch die Korth GmbH im November 2008 schließt Korth seine Manufaktur. Diese Information stammt von Korth selbst und wurde unter anderem durch eine Anzeige im Fachjournal DWJ bekanntgegeben.
Am 22. April 2009 hat das Unternehmen seinen Sitz nach Lollar bei Gießen verlegt und wird an dieser Stelle die Produktion nach eigenen Angaben wieder aufnehmen.

## Produkte
Die vom Waffenhersteller Korth produzierten Revolver und Pistolen werden größtenteils in Handarbeit hergestellt. Lediglich 30 Prozent der Bearbeitung erfolgt durch Maschinen. Für die Handfertigung aus den Rohlingen fallen, je nach Typ und Ausstattung, rund 70 Arbeitsstunden an. Die so entstandenen Waffen werden oft aufwändig verziert. Die Preise der weltweit vertriebenen Waffen schwanken, ebenfalls in Abhängigkeit von Typ und Ausführung, wegen der Produktionsmethode und den geringen Stückzahlen, zwischen 4000 Euro für die günstigsten Modelle und etwa 100.000 Euro.
Ein Beispiel für eine Korth-Produktion ist die Jubiläumsedition zum 50-jährigen Firmenjubiläum, die aus einem Revolver, einer Pistole und einem Messer besteht und im Jahr 2004 rund 25.000 Euro kostete.
Das Unternehmen stellt, bedingt durch die zeitintensive Handarbeit, pro Jahr nur 120 bis 150 Waffen her. Vor allem die von Korth gefertigten Revolver gehören heute zu den teuersten Waffen ihrer Art. Die Zielgruppe des Unternehmens bilden neben hohen Würdenträgern vor allem Waffenliebhaber und -sammler. In einigen Staaten werden die Modelle von Korth als Staatsgeschenke vergeben.